# Adolf Štojdl
Adolf Štojdl (11. dubna 1918 – 19. listopadu 1978) byl český fotbalový brankář.

## Hráčská kariéra
V českomoravské (protektorátní) a československé lize chytal za Viktorii Plzeň, SK Plzeň, Bohemians Vršovice a Čechii Karlín. V nižších soutěžích působil také v Roudnici nad Labem (1948–1949).

### Prvoligová bilance
| Ročník          | Zápasy | Góly | Minuty | Nuly | Klub                 |
| --------------- | ------ | ---- | ------ | ---- | -------------------- |
| I. liga 1939/40 | –      | 0    | –      | –    | SK Viktoria Plzeň    |
| I. liga 1940/41 | –      | 0    | –      | –    | SK Viktoria Plzeň    |
| I. liga 1941/42 | –      | 0    | –      | –    | SK Plzeň             |
| I. liga 1942/43 | –      | 0    | –      | –    | SK Plzeň             |
| I. liga 1943/44 | –      | 0    | –      | –    | SK Plzeň             |
| I. liga 1945/46 | 11     | 0    | 990    | 1    | Bohemians Vršovice   |
| I. liga 1950    | –      | 0    | –      | –    | ZSJ OD Karlín        |
| I. liga 1951    | –      | 0    | –      | 0    | ZSJ ČKD Dukla Karlín |
| CELKEM I. LIGA  | –      | 0    | –      | –    |                      |